# Eliezer Mayenda
Eliezer Mayenda, né le 8 mai 2005 à Saragosse en Espagne, est un footballeur espagnol qui évolue au poste d'avant-centre au Sunderland AFC.

## Biographie

### En club
Né à Saragosse en Espagne, Eliezer Mayenda commence le football avec le club local du CD Ebro, puis il joue en France au Breuillet FC et au CS Brétigny avant de rejoindre le centre de formation du FC Sochaux-Montbéliard en 2019. Le 2 février 2022, Mayenda signe son premier contrat professionnel avec le FC Sochaux, devenant le plus jeune joueur professionnel du club. 
Après une saison à quinze matchs en Ligue 2, il quitte le club et signe le 27 juillet 2023 avec le Sunderland AFC en deuxième division anglaise pour une durée de cinq ans.
Le 1er février 2024, après neuf apparitions depuis le début de saison, Eliezer Mayenda est prêté jusqu'à la fin de la saison au club écossais de l'Hibernian FC.
De retour à Sunderland à l'été 2024, Eliezer Mayenda est de nouveau intégré à l'équipe première. Il se fait remarquer le 18 août 2024 en marquant deux buts face à Sheffield Wednesday. Il s'agit de ses deux premiers buts pour Sunderland, et ils contribuent à la victoire de son équipe quatre buts à zéro,. En fin de saison, le club termine quatrième synonyme de barrage et il se met en évidence marquant lors de la demi finale aller contre Coventry City puis le marquant le but de la victoire en finale contre Sheffield United. 

### En sélection
En février 2022, Eliezer Mayenda est convoqué pour la première fois avec l'équipe d'Espagne des moins de 17 ans lors du tournoi de l'Algarve.
En mars 2025, il est appelé pour la première fois en équipe espoirs et joue ses deux premiers matchs en entrant en jeu contre la Tchéquie et l'Allemagne.